# نوپسرها سوداینفانتولا
نوپسرها سوداینفانتولا یک گونه سوسک از خانوادهٔ سوسک‌های شاخک‌دراز است. استفان فون برونینگ در سال ۱۹۴۸ این گونه را توصیف و بررسی کرد.